# Gibrán Lajud
Manuel Gibrán Lajud Bojalil (Ciudad de México, México, 25 de diciembre de 1993), es un futbolista mexicano de ascendencia libanesa, juega como Portero y su equipo actual es Asociación Deportiva Guanacasteca de la Liga de Costa Rica.

## Trayectoria

### Cruz Azul
Comenzó su carrera en las fuerzas básicas de Cruz Azul, donde pasó por la categoría Sub-17 y Sub-20. 

### Club Tijuana
Sin poder debutar en Cruz Azul, en el Apertura 2014 llegó a Préstamo al Club Tijuana, donde ya comenzó a escribir historia bajo el arco fronterizo, en tan poco tiempo hace su debut el 26 de julio de 2014, en el torneo Apertura 2014, partido de la jornada 2, entrando de cambio al minuto 79', por el portero titular Cirilo Saucedo, pues salió por una lesión.
En el Apertura 2015 logra cerrar el torneo como titular del arco tijuanense, mandando al experimentado Federico Vilar a la banca.
El 10 de julio del 2015 se confirma el fichaje de Lajud por el Club Tijuana después de la salida de Cirilo Saucedo.
Para el Clausura 2016, llega como nuevo entrenador Miguel Herrera quien declara que la lucha por la titularidad entre Gibran Lajud y Federico Vilar estará abierta.
Con el retiro de Vilar al término del año 2016, Lajud se convirtió en titular indiscutible de Xolos a partir del torneo Clausura 2017. Hasta que en 2020 fue transferido al Santos Laguna, su actual equipo.

## Selección nacional

### Sub-22
En 2013 participa en la Copa Mundial de Fútbol Sub-20 realizada en Turquía, el equipo mexicano fue eliminado en octavos de final por su similar de España.
En 2014 forma parte del equipo que ganó la medalla de oro en los XXII Juegos Centroamericanos y del Caribe celebrados en Veracruz, México.
En 2015 participó en los Juegos Panamericanos, donde los mexicanos ganaron la medalla de plata. También fue portero titular del seleccionado Sub-22 en el torneo preolímpico realizado en Canadá, mismo en el que el representativo mexicano ganó el campeonato y su boleto directo a los Juegos Olímpicos de Río de Janeiro 2016.

### Selección mayor
Tras ya tener visorías por la Selección, en agosto de 2018, fue convocado por Ricardo Ferretti para los partidos amistosos contra Uruguay, Estados Unidos y Costa Rica.

### Participaciones en selección nacional
| Año  | Torneo                               | Categoría | Sede           | Resultado        |
| ---- | ------------------------------------ | --------- | -------------- | ---------------- |
| 2013 | Copa Mundial FIFA Sub-20             | Sub-20    | Turquía        | Octavos de final |
| 2014 | Juegos Centroamericanos y del Caribe | Sub-20    | Veracruz       | Campeón          |
| 2015 | Juegos Panamericanos                 | Sub-22    | Toronto        | Subcampeón       |
| 2015 | Preolímpico Concacaf                 | Sub-22    | Estados Unidos | Campeón          |

## Clubes
| Club                              | País       | Año         |
| --------------------------------- | ---------- | ----------- |
| Club Tijuana                      | México     | 2014 - 2020 |
| Club Santos Laguna                | México     | 2020-2024   |
| Asociación Deportiva Guanacasteca | Costa Rica | 2025-Act.   |

### Estadísticas
Actualizado el 31 de mayo de 2025.
| Equipo                           | Div.                | Temporada           | Liga     | Liga  | Copa Nacional(1) | Copa Nacional(1) | Copa Internacional | Copa Internacional | Total    | Total |
| Equipo                           | Div.                | Temporada           | Partidos | Goles | Partidos         | Goles            | Partidos           | Goles              | Partidos | Goles |
| C. Tijuana · México              | 1.ª                 | 2014-15             | 1        | -1    | 12               | -14              | -                  | -                  | 13       | -15   |
| C. Tijuana · México              | 1.ª                 | 2015-16             | 4        | -2    | 14               | -22              | -                  | -                  | 18       | -24   |
| C. Tijuana · México              | 1.ª                 | 2016-17             | 21       | -27   | 4                | -5               | -                  | -                  | 25       | -32   |
| C. Tijuana · México              | 1.ª                 | 2017-18             | 38       | -42   | 1                | -4               | 4                  | -6                 | 43       | -52   |
| C. Tijuana · México              | 1.ª                 | 2018-19             | 35       | -48   | 3                | -6               | -                  | -                  | 38       | -54   |
| C. Tijuana · México              | 1.ª                 | 2019-20             | 27       | -50   | 0                | 0                | 1                  | -2                 | 28       | -52   |
| C. Tijuana · México              | Total               | Total               | 126      | -170  | 34               | -51              | 5                  | -8                 | 165      | -229  |
| C. Santos Laguna · México        | 1.ª                 | 2020-21             | 0        | 0     | -                | -                | -                  | -                  | 0        | 0     |
| C. Santos Laguna · México        | 1.ª                 | 2021-22             | 8        | -10   | -                | -                | 2                  | -1                 | 10       | -11   |
| C. Santos Laguna · México        | 1.ª                 | 2022-23             | 2        | -7    | -                | -                | -                  | -                  | 2        | -7    |
| C. Santos Laguna · México        | 1.ª                 | 2023-24             | 9        | -19   | -                | -                | 2                  | -5                 | 11       | -24   |
| C. Santos Laguna · México        | Total               | Total               | 19       | -36   | 0                | 0                | 4                  | -6                 | 23       | -42   |
| A. D. Guanacasteca · Costa Rica  | 1.ª                 | 2025                | 12       | -13   | -                | -                | -                  | -                  | 12       | -13   |
| A. D. Guanacasteca · Costa Rica  | Total               | Total               | 12       | -13   | 0                | 0                | 0                  | 0                  | 12       | -13   |
| Total en su carrera              | Total en su carrera | Total en su carrera | 157      | -219  | 34               | -51              | 9                  | -14                | 200      | -284  |
| (1) Incluye datos de la Copa MX. |                     |                     |          |       |                  |                  |                    |                    |          |       |